# Richia lobato
Richia lobato là một loài bướm đêm trong họ Noctuidae.